# Wilgot Lind

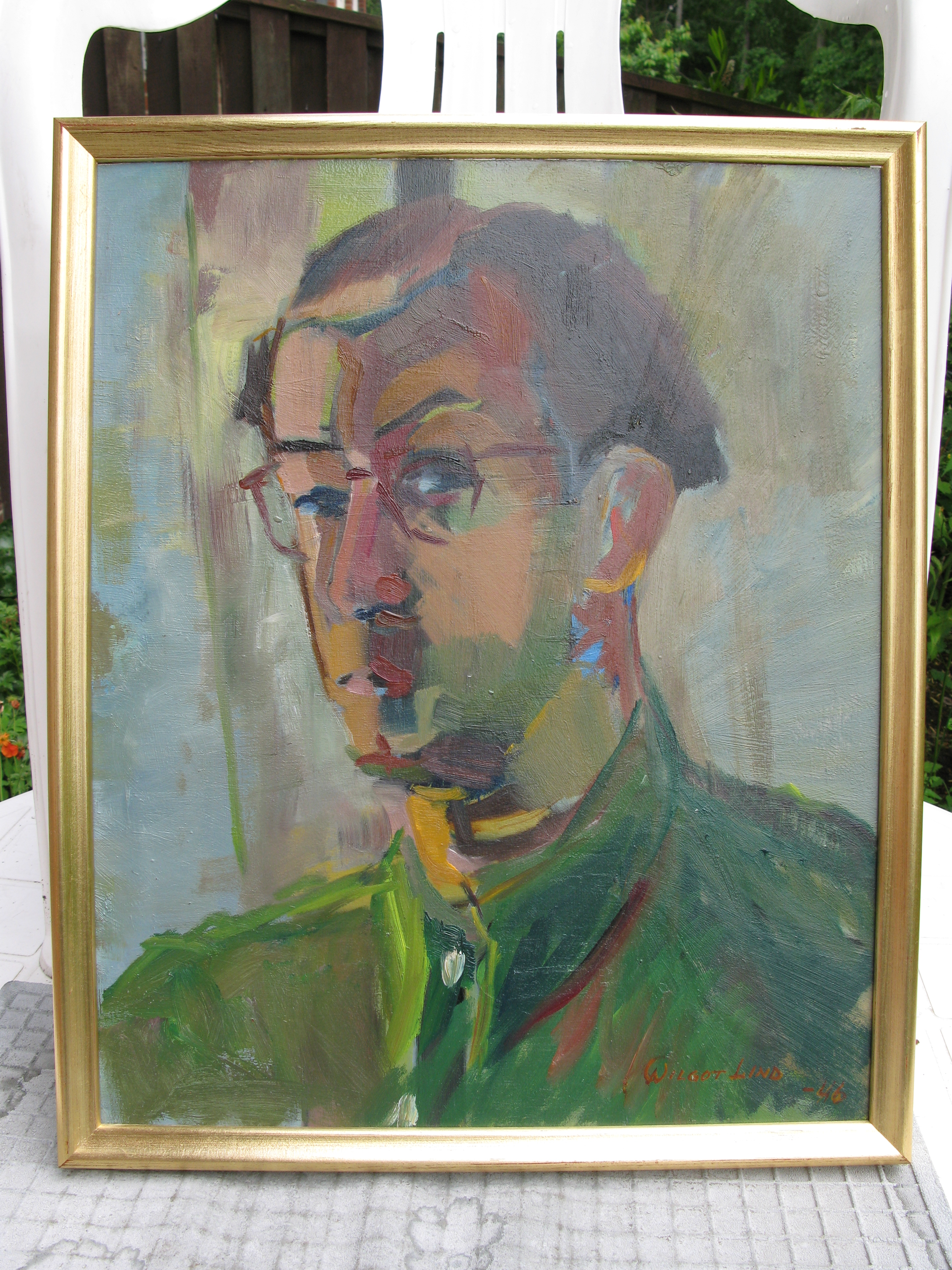
Självporträtt

Wilgot Lind, född 1915 i Göteborg, död 1996, var en svensk målare. 
Lind var autodidakt och började måla i 18-årsåldern. I början experimenterade han med olika tekniker och använde bland annat kniv istället för pensel. Hans motivkrets bestod först främst av kvinnor men efter ett besök i Paris 1948 fick han upp ögonen för den moderna abstrakta konsten, och främst hämtade han inspiration från konstnärerna Alfred Manessier och Jean Bazaine. 1950 ställde han ut abstrakt måleri på Galleri Avenyn i Göteborg. Under perioden 1961 till 1981 ställde han ut varje sommar i sin sommarstuga i Haverdal.  Han hämtade mycket inspiration från sommarstugan i Haverdal där han bodde ett stenkast från konstnärer ur Halmstadgruppen. Han har även ställt ut på Brooklyn Museum i USA och Moderna Museet i Barcelona.
Han levde större delen av sitt liv i Björkekärr i Göteborg. Lind finns representerad på museer i Borås, New York, Wuppertal och Göteborg samt var även numismatiker och samlare av kinesiska föremål. Wilgot Lind målade gouache, akvarell, olja, lack och gjorde även skulpturer och annat som glasföremål. Under sin levnad producerade han runt 4000 målningar.

## Separatutställningar
- 2014 Sommarmotiv, Annies Gård, Haverdal
- 2013 Sommarmotiv, Annies Gård, Haverdal
- 2012 Willes Flickor, Annies Gård, Haverdal
- 2011 Sommarmotiv, Annies Gård, Haverdal
- 2010 Sommarmotiv, Annies Gård, Haverdal
- 2010 Galleri Flamingo, Falkenberg
- 2009 Sommarmotiv, Annies gård, Haverdal
- 1990 Galleri Modell & Form, Göteborg
- 1981 Partille Slott, Partille
- 1979 Galleri Keruben, Göteborg
- 1977 Trätorget, Göteborg
- 1976 Galleri BEO, Göteborg
- 1974 Bladska huset, Skara
- 1974 Nolhaga slott, Alingsås
- 1971 Galleri Kusten, Göteborg
- 1967 Stadshuset, Falkenberg
- 1967 Borås konstmuseum
- 1966 Societetssalongen, Varberg
- 1965 Galleri 54, Göteborg

## Samlingsutställningar (i urval)
- 1962 5 västsvenskar Utställning som turnerade i Danmark, Norge, Island och Finland.
- 1963 The XII International Watercolor Biennal, Brooklyn Museum, USA
- 1963–1964 The American Federation of Arts vandringsutställning på museer och institutioner i USA under ett år.
- 1964 5 västsvenskar, Kinna, Sverige.
- 1964 Sommargrupp, Galleri 54, Göteborg.
- 1965 Vårsalongen, Liljevalchs Stockholm.
- 1965 Decembergrupp, Galleri 54, Göteborg.
- 1967 Wupperthal Museum, Wupperthal Tyskland.
- 1967 Sommarutställning, Svenska Mässan, Göteborg.
- 1967 Max 300, Galleri 54, Göteborg.
- 1968 Wilkensons Galleri Göteborg.
- 1968 Stadsgalleriet, Halmstad.
- 1968 Jakobsberg, Stockholm
- 1968 Galleri Burdeke, Zürich, Schweiz
- 1969 Sommarutställning, Svenska Mässan Göteborg
- 1970 Samlingsutställning, Länsmuseet Jönköping
- 1971 Vårsalongen Liljevalsch Stockholm.
- 1971 Grupp, Härlanda Fängelse, Göteborg.
- 1973 "Västsvensk konst", Femman, Göteborg
- 1973 Moderna Museet Stockholm
- 1973 Galleri Mors Mössa, Kungälv.
- 1973 Udda, Renströmska museet, Göteborg
- 1974 Västsvenska tecknare Galleri Majnabbe, Göteborg
- 1976 Galleri Aspect, Göteborg.
- 1976 Internationell nordisk, Fredrikshavn, Danmark
- 1980 Sällskapet Gnistan Göteborg
- 1985 Rottneros Hallen, Sunne kommun
- 1988 parafraser med mera, Göteborgs Konstmuseum, Göteborg
- 1991 KC miniutställning, Göteborgs Konsthall, Göteborg
- 2000 Galleri Viktoria, Göteborg

## Representerad
- Brooklyn Museum New York USA
- Wupperthal Museum Wupperthal Tyskland
- Moderna Museet Barcelona Spanien
- Gustav VI Adolfs samling
- Kungliga Myntkabinettet
- British Museum London England
- Göteborgs konstmuseum[2] Göteborg
- Borås konstmuseum
- Göteborgs stads samlingar, m.fl. landsting Göteborg
- Falkenberg
- Mariestad
- Varberg
- Alingsås
- Borås
- Skara
- Lund
- Yale University USA
- Privatsamlingar i Norge, Danmark, Finland, Island, Belgien, Nederländerna, Tyskland, England m.fl. Sammanlagt över 20 länder.

## Stipendier
- 1971 Göteborgs Kulturnämnds utställningsstipendium
- 1974 Göteborgs Kulturstipendium
- 1976 Konstakademiens stipendium
- 1976, 1977, 1978 Danska Kronstipendiet
- 1978 Konstnärsstipendiet
- 1982 till 1991 Konstnärens stipendium (pensions)